# Golancourt
Golancourt ist eine französische Gemeinde mit 407 Einwohnern (Stand: 1. Januar 2022) im Département Oise in der Region Hauts-de-France (vor 2016 Picardie). Sie gehört zum Kanton Noyon und zum Gemeindeverband Pays Noyonnais. 

## Geografie
Die Gemeinde Golancourt liegt im Pays Noyonnais an der Grenze zum Département Somme, etwa 25 Kilometer südwestlich von Saint-Quentin. Umgeben wird Golancourt von den Nachbargemeinden Muille-Villette im Norden, Brouchy im Nordosten und Osten, Berlancourt im Südosten, Le Plessis-Patte-d’Oie im Süden, Flavy-le-Meldeux im Südwesten sowie Esmery-Hallon im Westen und Nordwesten.

## Bevölkerungsentwicklung
| Jahr                       | 1962 | 1968 | 1975 | 1982 | 1990 | 1999 | 2006 | 2013 | 2021 |
| -------------------------- | ---- | ---- | ---- | ---- | ---- | ---- | ---- | ---- | ---- |
| Einwohner                  | 300  | 317  | 332  | 364  | 418  | 404  | 406  | 371  | 406  |
| Quellen: Cassini und INSEE |      |      |      |      |      |      |      |      |      |

## Sehenswürdigkeiten

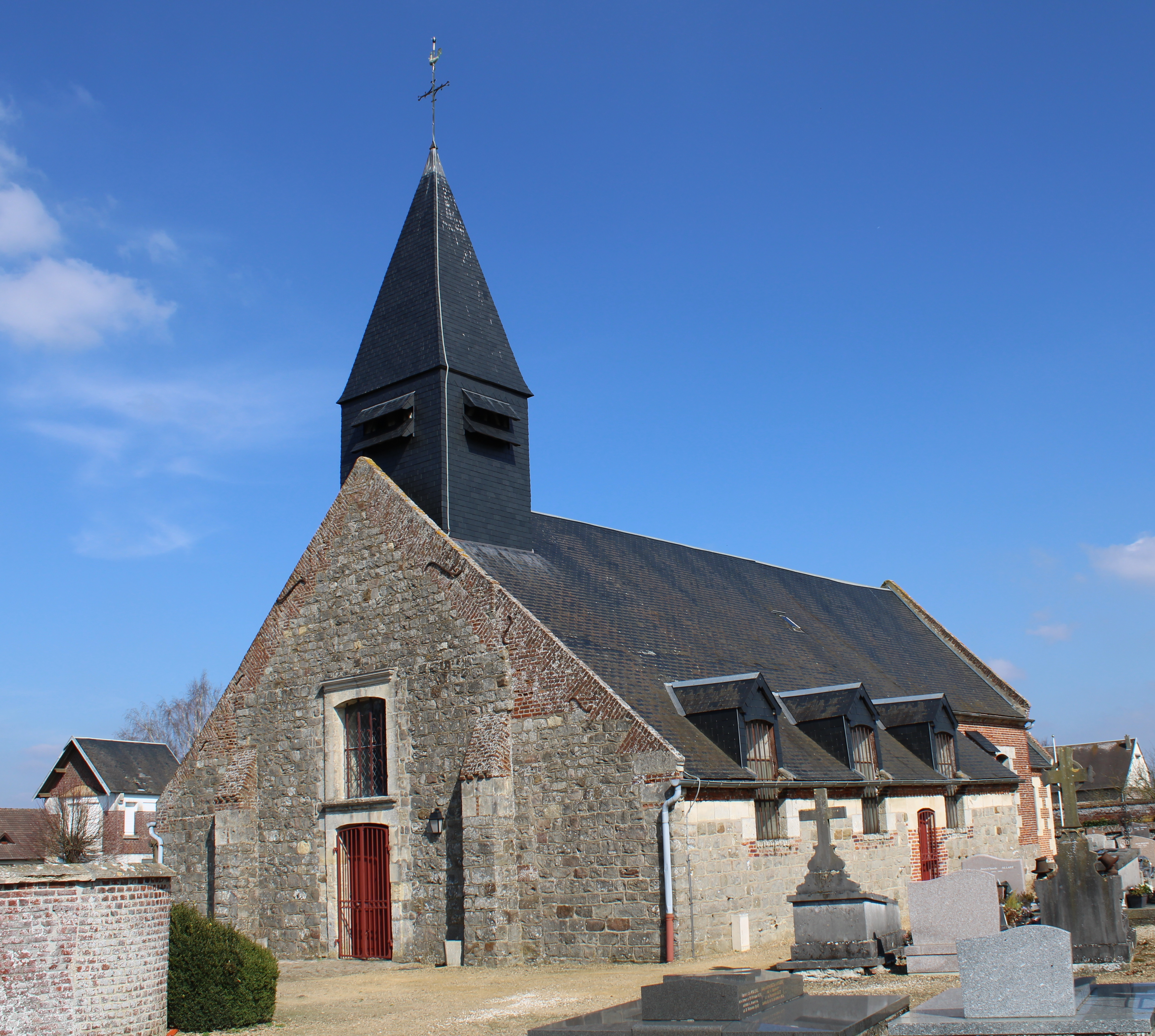
Kirche Saint-Rémi
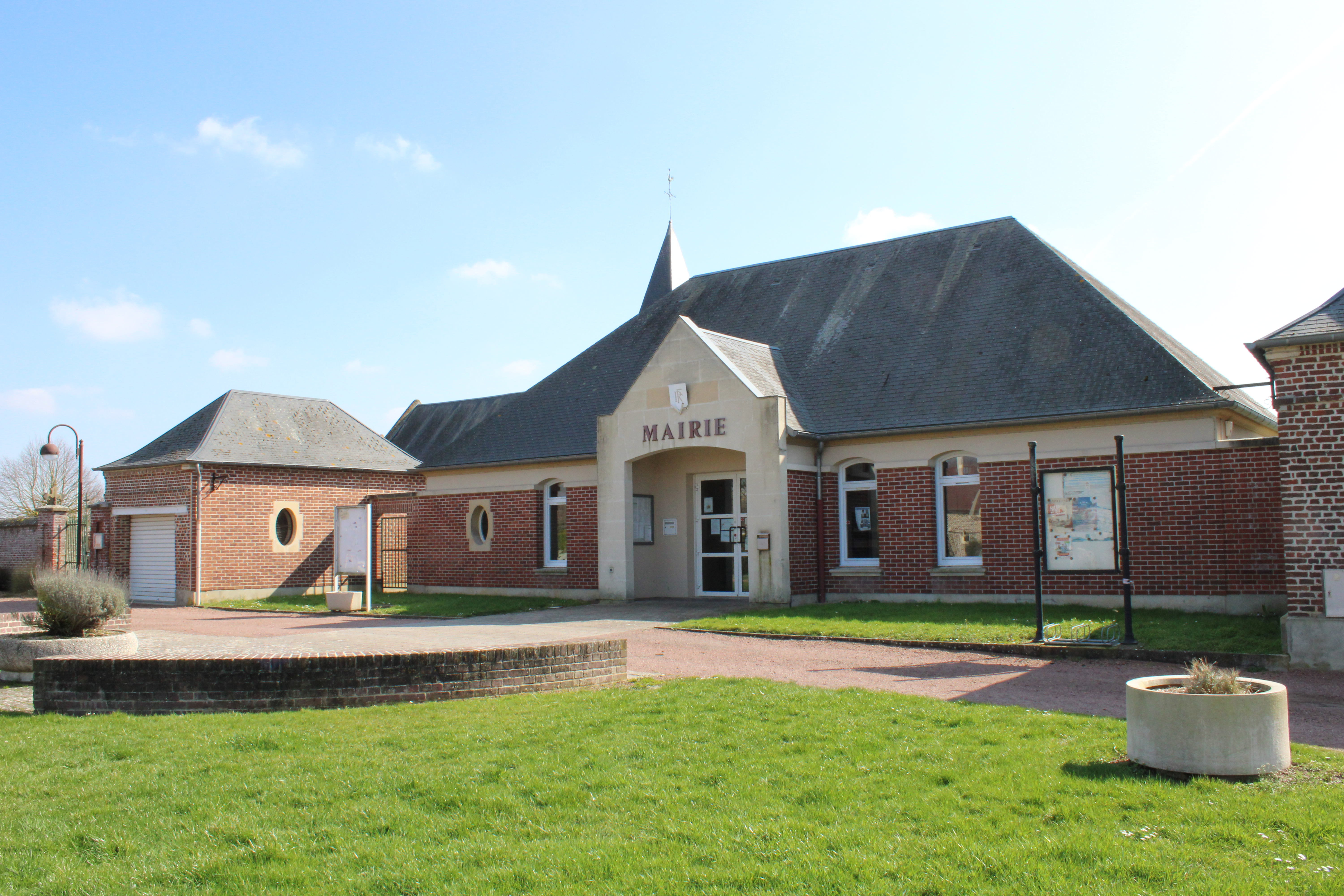
Rathaus (mairie)
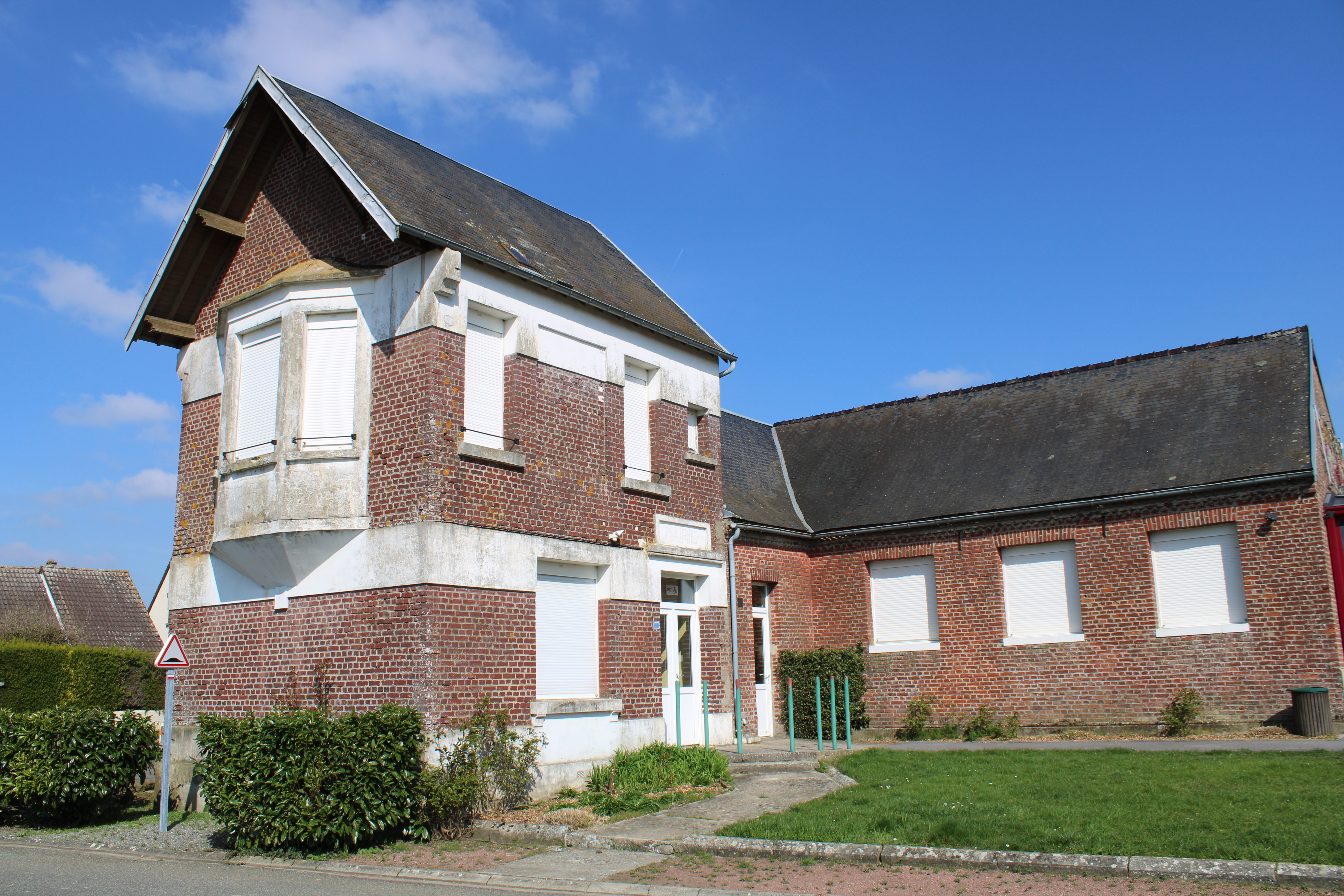
Ehemaliges Rathaus
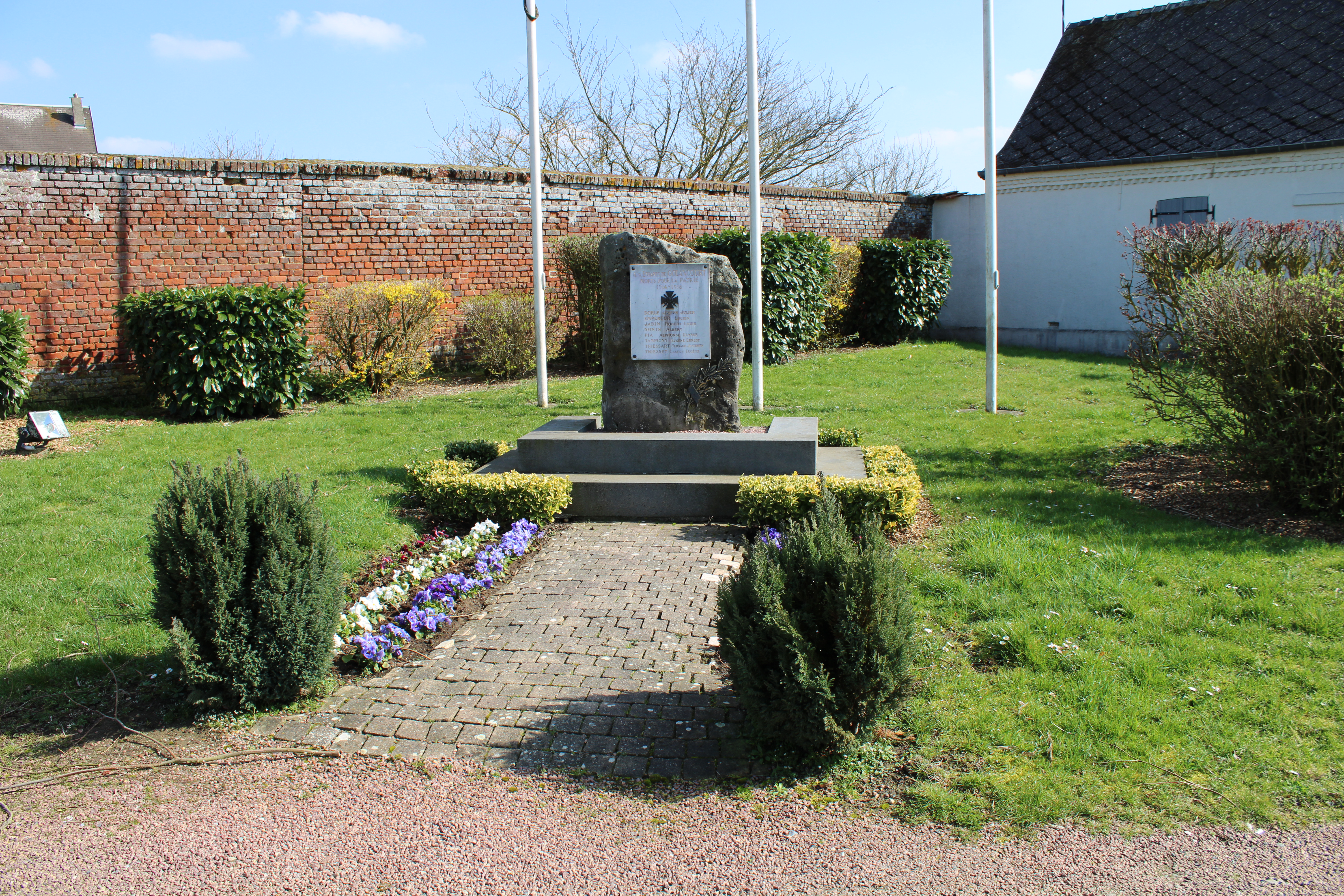
Gefallenendenkmal

- Kirche Saint-Rémi
- Rathaus (mairie)
- Ehemaliges Rathaus
- Gefallenendenkmal